# 麻酔 (小説)
『麻酔』（ますい）は、渡辺淳一の小説。1992年4月1日から12月31日まで朝日新聞に連載し、1993年に朝日新聞社から刊行された。

## あらすじ
1時間ほどで終わる予定の、ごくありふれた子宮筋腫の手術を受けた福士邦子。だが、麻酔のミスで、目覚めないまま植物状態に陥ってしまう。意識が戻るようにと、夫の高伸は夜の病床で密かに愛撫さえ試みたが、邦子はいっこうに目覚めない。仕事のできる中間管理職で若い不倫相手もいた高伸だったが、突然妻が不在となった生活に戸惑い、些細な日常の中にあった幸せに気付く。
医療過誤と、それをめぐる夫婦のあり方、子供たちとの絆、担当の麻酔科医の心境、病院側の対応などを描く物語。

## テレビドラマ版
1994年1月15日から1994年3月26日まで、日本テレビ系列で毎週土曜22:00 - 22:54（JST）の『DRAMA-CAN!』で放送。制作はよみうりテレビ。
開局を6日後（4月1日）に控えていた鹿児島読売テレビでは、最終回のみサービス放送した。
このドラマの終了により、1990年10月開始のトークバラエティ番組「蝶々・たけしの21世紀まで待てない!!」から3年半続いたよみうりテレビ制作の土曜22:00の1時間枠は終了。後番組にこれまで土曜23:00に放送していた「夜も一生けんめい。」を1時間繰り上げ、さらに特化した「夜もヒッパレ一生けんめい。」（のちの「THE夜もヒッパレ」）を編成。以後、この枠は日本テレビ制作に。よみうりテレビ制作の1時間ドラマは木曜21:00に移し、「三軒目の誘惑」を編成することに。
また本作終了後、日本テレビ系列の土曜22時枠の連続ドラマは2017年4月期の『ボク、運命の人です。』まで23年間のブランクが発生した。

### キャスト
- 福士高伸：渡哲也

羽田空港内の航空機整備工場に勤務（原作では石けん関係の企業勤務となっている）。恵理に心惹かれ不倫関係になっていたが、邦子が植物状態となった事をきっかけに家族と向き合うようになり、それまで見逃していた幸せに気づく。　
- 福士邦子：高橋惠子

普通の主婦だったが、高伸の不倫には気づかぬまま子宮筋腫で入院。野中による手術中に植物状態となる。容子の結婚式直後に生命維持装置を外す形で死去。　
- 福士（小坂）容子：水野真紀

福士家の長女。浩平と婚約中に母が入院。家族を気に掛けたことからマリッジブルーに近い状態となり、婚約を解消するかどうか迷ったこともあるが、最終的には挙式。その直後に母の死に直面し号泣する。　
- 小坂浩平：羽場裕一

容子の婚約者。　
- 福士香織：村上聡美

福士家の次女。　
- 福士達彦：浅野忠信

福士家の長男。母が意識をなくしたのちも、不倫を続ける父に激怒し、対立したこともある。バンドチームを結成しており、姉の結婚式で演奏を披露。母が植物状態になっている現実を認められずにいたが、最終回で母が吹き込んだ留守電のメッセージを消す等、心境に変化が現れる。　
- 小坂昭平：谷村昌彦

浩平の父。息子の結婚を祝福する。　
- 石垣センター長：長塚京三

高伸の上司。　
- 高木恵理：檀ふみ

高伸と愛人関係にあり、邦子が植物状態となってからも別れに踏み切れずにいた。穏やかな印象。　
- 野中進：片岡鶴太郎

麻酔科医。邦子に対して掛けた麻酔が失敗。自身にも原因が分からぬまま、責任の所在を問われ、同時に生命維持装置の取り外し等の問題にも直面する。邦子の死後、正式に過失を認め謝罪に訪れる。

### スタッフ
- 企画：近藤晋
- 原作：渡辺淳一
- 脚本：岡本克己
- プロデュース：階堂昌和(YTV)、藤田裕一
- 演出：深町幸男、油谷誠至
- 制作：よみうりテレビ・総合ビジョン

### 主題歌
- 「愛がとどかない」（加藤登紀子）
  - 作詞：加藤登紀子／作曲：VOICE／編曲：中村哲

### サブタイトル
1. 不吉な大安
2. 緊急入院
3. たかまる疑惑
4. めざめの兆し
5. 祈りの愛撫
6. 霧の中の家族
7. いのちの代価
8. あぶない岐路
9. 不倫のにおい
10. 花嫁の母
11. とどけ! 愛

| 読売テレビ DRAMA-CAN!                 | 読売テレビ DRAMA-CAN!                                                | 読売テレビ DRAMA-CAN!                                                                                                  |
| 前番組                                | 番組名                                                               | 次番組 |
| ------------------------------------- | -------------------------------------------------------------------- | --- |
| 嘘でもいいから （1993.10.23 - 12.18） | 麻酔 （1994.1.15 - 3.26）                                            | 廃枠 |
| 読売テレビ制作 連続ドラマ             |                                                                      | |
| 嘘でもいいから （1993.10.23 - 12.18） | 麻酔 （1994.1.15 - 3.26） 【ここまで土曜10時枠】                     | 三軒目の誘惑 （1994.4 - 6） 【ここから木曜9時枠】                                                                      |
| 日本テレビ系列 土曜22時台             |                                                                      | |
| 嘘でもいいから （1993.10.23 - 12.18） | 麻酔 （1994.1.15 - 3.26） 【本番組まで読売テレビ制作の連続ドラマ枠】 | 夜もヒッパレ一生けんめい。 （1994.4.16 - 1995.3.18） 【同番組より日本テレビ制作のバラエティ枠、 23時台より移動・改題】 |